# L'ispettore Martin ha teso la trappola
L'ispettore Martin ha teso la trappola (The Laughing Policeman) è un film del 1973 diretto da Stuart Rosenberg.
Il soggetto del film, prodotto negli Stati Uniti d'America, è tratto dal romanzo degli svedesi Per Wahlöö e Maj Sjöwall dal titolo Il poliziotto che ride (Den skrattande polisen).

## Trama
Uno sconosciuto stermina a colpi di mitra i passeggeri di un autobus, a San Francisco. L'ispettore Jake Martin della squadra omicidi scopre tra le vittime il nome di un suo collaboratore e amico, Bill Evans. All'oscuro delle ragioni per cui l'agente si trovasse sul tragico autobus, e di quale pista stesse seguendo, visto che risultava in permesso, Martin e il suo aiutante, l'ispettore Larsen, si affannano a seguire ora l'una, ora l'altra labile traccia, senza cavarne nulla. Martin si convince che Evans stesse indagando sull'assassinio di una prostituta, Teresa Camerero avvenuto due anni prima e le cui indagine erano state seguite da Martin prima che il caso venisse archiviato per mancanza di prove; che avesse intuito chi l'aveva uccisa e che fosse, infine, caduto in una trappola tesagli dall'assassino. Sospettando che costui sia l'ex marito di Teresa, l'omosessuale Henry, Martin decide di spingerlo a scoprirsi facendogli credere d'essere indiziato. Caduto in trappola, Carmerero a sua volta ne tende una a Martin, per fargli fare la stessa fine di Evans, nelle identiche circostanze. Ma Larsen vigila, e Camerero non ha il tempo di ripetere l'orrenda strage cui era ricorso per liberarsi di Evans.